# Tebing Tinggi (Tanah Sepenggal Lintas)
Tebing Tinggi is een bestuurslaag in het regentschap Bungo van de provincie Jambi, Indonesië. Tebing Tinggi telt 845 inwoners (volkstelling 2010).